# IDEFICS-Studie
Die IDEFICS-Studie ist die größte europäische Studie zur Erforschung von Übergewicht bei Kindern im Alter von zwei bis zehn Jahren. Das Akronym IDEFICS steht dabei für "Identification and prevention of Dietary- and lifestyle-induced health EFfects In Children and infantS” (dt.: Identifikation und Prävention von ernährungs- und lebensstilbedingten Gesundheitsfaktoren bei Kindern und Kleinkindern). An der internationalen Studie beteiligen sich 23 Forschungsinstitute und Unternehmen aus elf europäischen Ländern. Koordiniert und geleitet wird die IDEFICS-Studie vom Bremer Institut für Präventionsforschung und Sozialmedizin der Universität Bremen. Der Beginn der Untersuchung war im September 2006. Die Laufzeit beträgt fünf Jahre. Die Europäische Kommission finanzierte die groß angelegte Studie im Rahmen des sechsten Forschungsrahmenprogramms mit insgesamt 13 Millionen Euro.

## Hintergrund der Studie
Diverse Studien zeigen, dass jedes fünfte Kind in Europa heutzutage Übergewicht hat. In Deutschland ist jedes achte Kind bereits bei der Einschulung übergewichtig. Der steigende Trend ist zum Großteil auf falsche Ernährung und unzureichende Bewegung zurückzuführen. Besonders problematisch erscheinen die Zahlen, wenn man die gesundheitlichen Folgen denkt. Viele Betroffene leiden im Erwachsenenalter an Folgekrankheiten wie z. B. Diabetes, Bluthochdruck, Fettleber, Osteoporose und Gelenkerkrankungen. Darüber hinaus sind auch die psychosozialen Folgen nicht zu vernachlässigen. Da viele Untersuchungen gezeigt haben, dass übergewichtige und fettleibige Kinder auch im Erwachsenenalter übergewichtig oder fettleibig sind, stehen bei IDEFICS Kinder im Alter von zwei bis zehn Jahren im Fokus. Die Studie setzt daher auf die Erforschung effektiver Methoden der Prävention. Durch die internationale Ausrichtung der Studie sollen außerdem zum ersten Mal neben den Alters-, Geschlechts- und Sozialfaktoren auch kulturelle Unterschiede berücksichtigt werden.

## Studiendesign und Durchführung
An der Studie nahmen international 16.200 Kinder teil. Für Deutschland wurden mehr als 2000 Kinder in Delmenhorst und Wilhelmshaven in die Studie eingebunden. Zu Beginn wurden alle Kinder medizinisch untersucht. Dabei wurden Daten wie Alter, Geschlecht, Größe, Gewicht und Körperfettanteil erfasst. Zusätzlich wurden stichprobenartig Blut- und Urinproben genommen, um vertiefende Analysen vorzunehmen. In einem dritten Schritt wurden die Kinder und ihre Eltern befragt, um Alltagsverhalten und Lebensstil der Kinder zu erfassen. Im Zentrum der Erhebung stehen hier das Freizeitverhalten, das Wissen über gesunde Ernährung, die Häufigkeit des Fernsehkonsums und des Spielens am Computer. Nach der Basiserhebung, die im September 2007 begann, wurde in acht europäischen Ländern für rund die Hälfte der Beteiligten ein Interventionsprogramm durchgeführt. Gesunde Ernährung, körperliche Aktivität und Stressabbau standen dabei im Mittelpunkt. Gegen Ende der Studie wurden beide Gruppen der gleichen Untersuchung wie zu Beginn der Studie unterzogen. Hier zeigte sich, welche Maßnahmen langfristige positive Effekte auf die Gesundheit der Kinder haben.